# Berghänfling
Der Berghänfling (Linaria flavirostris, Syn.: Carduelis flavirostris) ist eine Vogelart aus der Familie der Finken (Fringilidae). Er besiedelt Nordeuropa und Teile Asiens, in Deutschland kommt er nur als Wintergast vor. Die Art gilt in ihrem Verbreitungsgebiet als derzeit nicht gefährdet.
Wegen seiner Ähnlichkeit zum in Deutschland verbreitet vorkommenden Bluthänfling kann es zur Verwechslung mit diesem kommen. 

## Kennzeichen
Beide Geschlechter sind recht ähnlich. Im Vergleich zum Bluthänfling wirken sie dunkler (Ober- und Unterseite gestreift), etwas schlanker und haben einen tiefer gekerbten Schwanz. Das weiße Flügelfeld, das durch die Außenfahnen der Handschwingen gebildet wird, ist weniger auffallend als bei jenem. Im Schlichtkleid fällt der namensgebende wachsgelbe Schnabel mit schwarzer Spitze auf. Dieser ist im Prachtkleid graubraun. Der Schnabel ist zeisigartig kurz. Kopf und Kehle sind rostbeige, die Kehle ungefleckt.

### Merkmale
Die Männchen haben als Merkmal einen rosa überhauchten Bürzel. Dieser ist bei frisch vermauserten Tieren im Herbst und Winter wegen der bräunlichen Federspitzen kaum sichtbar.
Den Weibchen fehlt der rosa Bürzel. Sie sind sonst den Männchen sehr ähnlich. 
Die Jungen ähneln wiederum dem Weibchen, sie sind lediglich an der Brust kräftiger gestreift.
Die Größe entspricht der des Bluthänflings. Die Länge beträgt zwischen 12,5 und 14 cm, das Gewicht 15 bis 19 g.

### Stimme
Der Reviergesang des Männchens erinnert eher an den Gesang des Zitronengirlitz und ist zwitschernd, trillernd und rollend mit eingestreuten langgezogenen Strophen. Oft wird er von einer niedrigen Singwarte, manchmal auch im Flug vorgetragen. An sonnigen Tagen ist dieser Gesang bereits im Winterquartier zu hören.
Beim Abfliegen hört man hänflingsartig gereihte, quäkende „gjä“-Rufe. Charakteristisch ist ein lang ansteigender Ruf, der mit „tschui“ oder „tweeiht“ wiedergegeben werden kann. 
Als Kontaktrufe hört man ein hartes „jätt“.
Der Flugruf ist meist dreisilbig „tjip-ep-ep“ und härter als beim Bluthänfling.

## Verbreitung

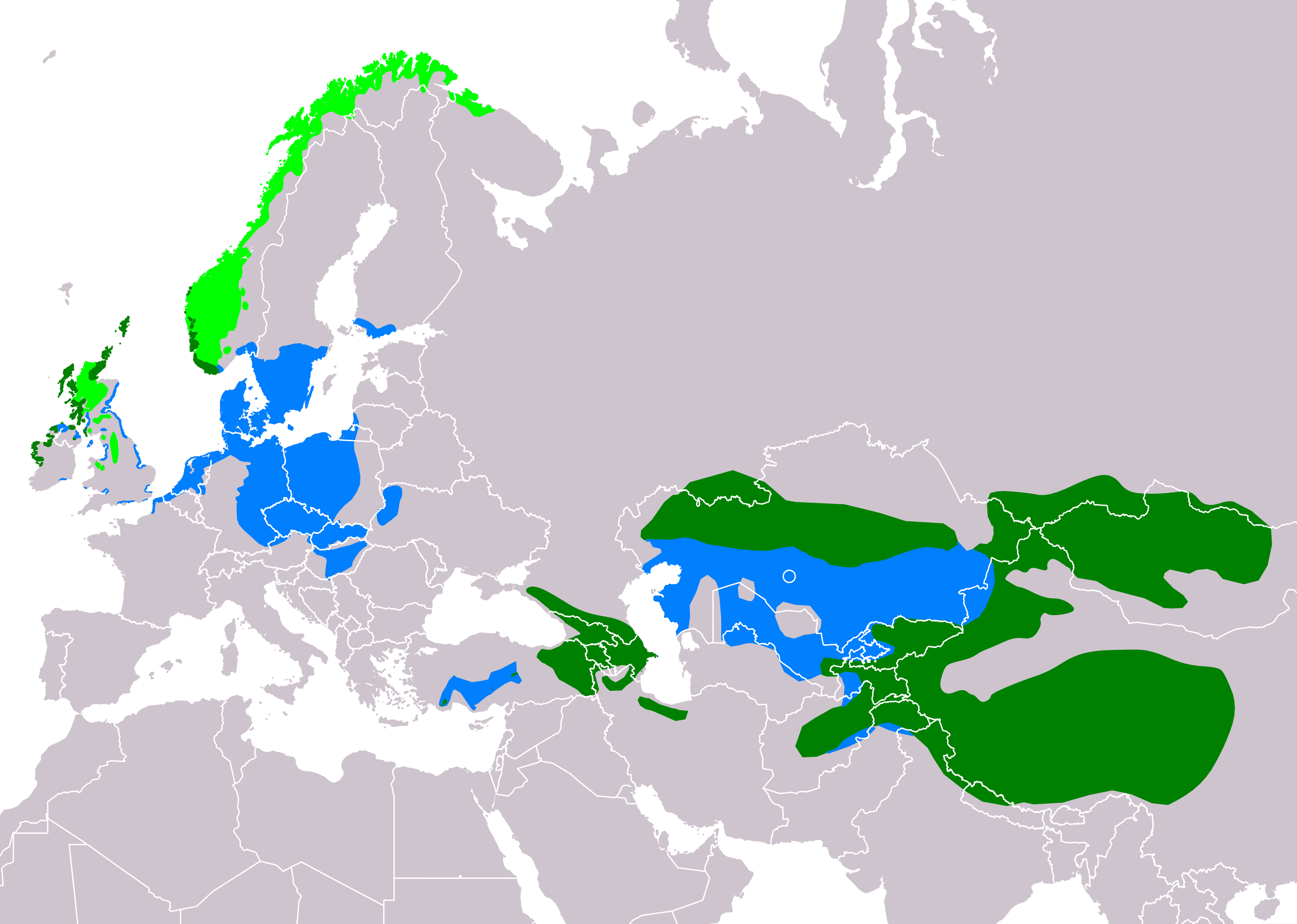
Verbreitungsgebiete des Berghänflings
(grün = Brutgebiete, dunkelgrün = ganzjähriges Vorkommen, blau = Überwinterungsgebiete)

Die Nominatform (L. f. flavirostris) besiedelt die NW-Paläarktis, insbesondere Norwegen, Teile Schwedens und N-Finnland. Die Unterart L. f. pipilans besiedelt weiter westlich Irland, Schottland und beiliegende Inseln. England wird nur ausnahmsweise besiedelt. Die Unterart L. f. brevirostris besiedelt Teile von Vorder- und Zentralasien (Tibet, Mandschurei, Transkaukasien).

## Lebensraum
Der Berghänfling bewohnt offenes Gelände, baumlose, karge Kräuterheiden und steinige Küstenhabitate. Aufwärts bewohnt er alpine Matten bis oberhalb der Waldgrenze. L. f. brevirostris lebt in den alpinen Matten und Steppen der Hochgebirge.
Die Nahrungssuche erfolgt meist am Boden in der niedrigen Vegetation, so dass sie dabei nur schwer zu entdecken sind. Manchmal hängt der Vogel an den Samenständen von Stauden, die er geschickt aufnimmt.

## Nahrung
Die Nahrung besteht überwiegend aus Sämereien, die vom Boden aufgenommen werden, selten von Bäumen. Zum Nahrungsspektrum gehören Samen der Gewächse der Steppen, der Gebirgsmatten, Stoppelbrachen, Ruderalflächen und Küsten (z. B. Queller, Strandaster, Gänsefußgewächse, Korbblütler).

## Fortpflanzung

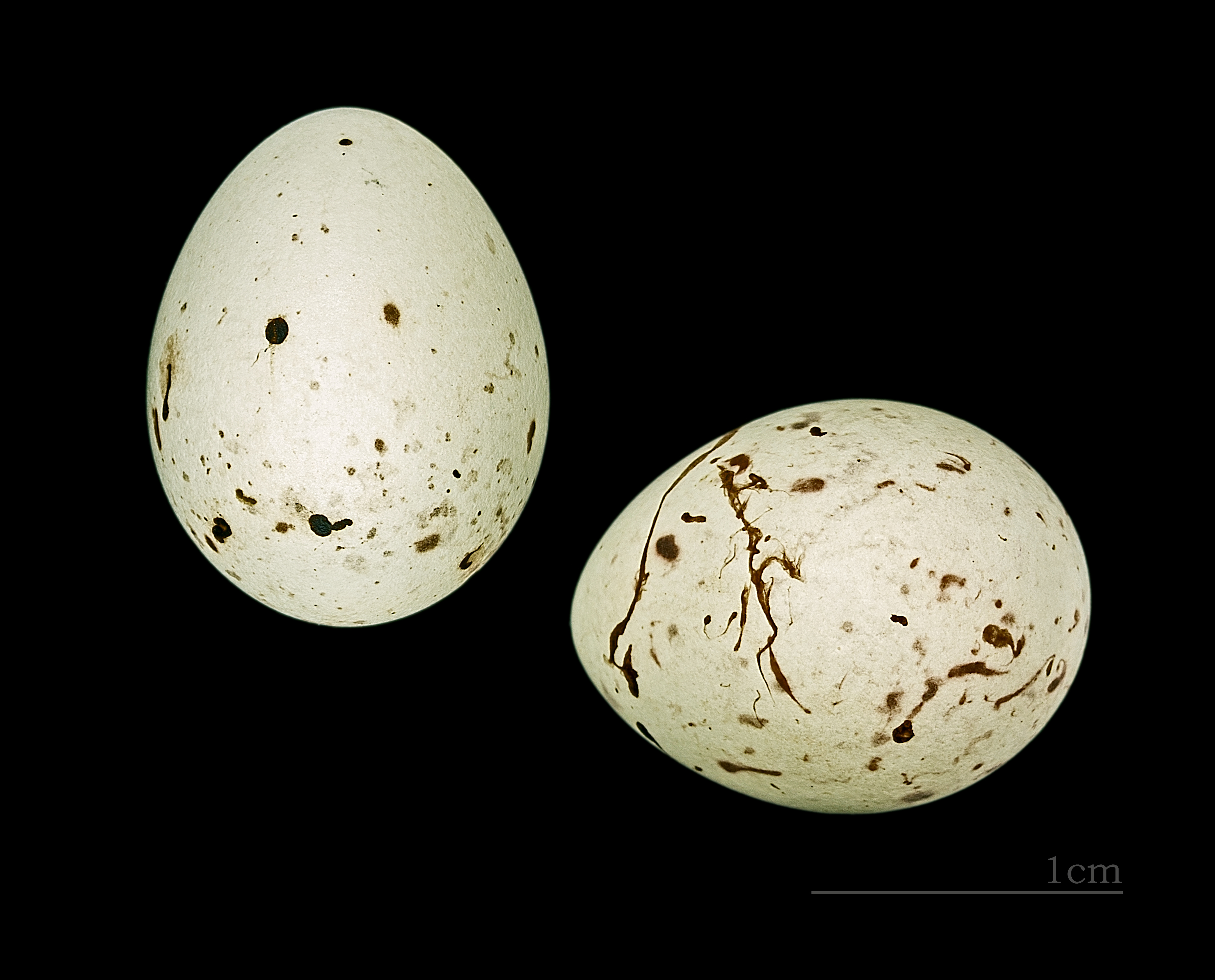
Linaria flavirostris

Die Reviere werden von den Männchen im März (westliche Unterart) bzw. im April (Nominatform) besetzt. Es findet eine, in Ausnahmefällen eine zweite Jahresbrut statt (Mai/Juni).
Die Nester stehen oft in kleinen lockeren Kolonien im niedrigen Gesträuch oder im Schutz von Steinen am Boden. Das Nest wird hauptsächlich vom Weibchen gebaut. Es besteht aus kleinen Zweigen, feinen Würzelchen, Halmen und Moos, innen mit Tierhaaren ausgekleidet. Das Gelege ist mit (4-)5-6(-7) Eiern komplett. Die Eier ähneln denen des Bluthänflings. Die Eimaße betragen durchschnittlich 17,3 × 12,8 g. Die Färbung ist bläulichweiß mit rötlichbraunen Flecken und Kritzeln, die sich finkenartig am stumpfen Pol kranzförmig verdichten. Die Brutzeit beträgt 12 bis 13 Tage. Nur das Weibchen brütet und wird vom Männchen gefüttert. Die Nestlingszeit beträgt noch einmal etwa 15 Tage, während der beide Partner die Jungen aus dem Kropf füttern. Nach dem Ausfliegen werden die flüggen Jungen noch etwa zwei Wochen gefüttert.

## Wanderungen
Die Überwinterung der westpaläarktischen Tiere erfolgt hauptsächlich an der Nordsee-, weniger an der Ostseeküste. Der Zeitraum erstreckt sich von Oktober bis April. Im Binnenland sind sie seltener anzutreffen, meist nach Kälte- und Schneeeinbrüchen im Küstenbereich. Wahrscheinlich werden sie aber leicht übersehen.

## Verhalten
Während des Zuges sind sie oft in großen und dichten Schwärmen unterwegs, sie sind sehr aktiv und wenig scheu. In Zeiten der Überwinterung suchen die Vögel häufig gemeinschaftliche Schlafplätze an Gebäuden auf (Hamburg). Dabei werden die hellsten Fassaden bevorzugt. Liegt wenig Schnee, scharren die Vögel diesen beiseite, um an darunter liegende Samen zu gelangen.